# Julius Hirschwald

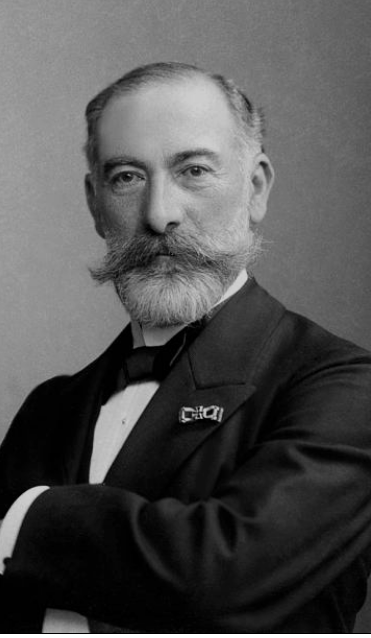
Julius Hirschwald. Fotografie von Julius Cornelius Schaarwächter

Julius Hirschwald (* 14. Februar 1845 in Lauenburg in Pommern; † 14. April 1928 auf einer Reise von Teneriffa nach Berlin) war ein deutscher Kristallograph, Mineraloge und Petrograf.

## Leben

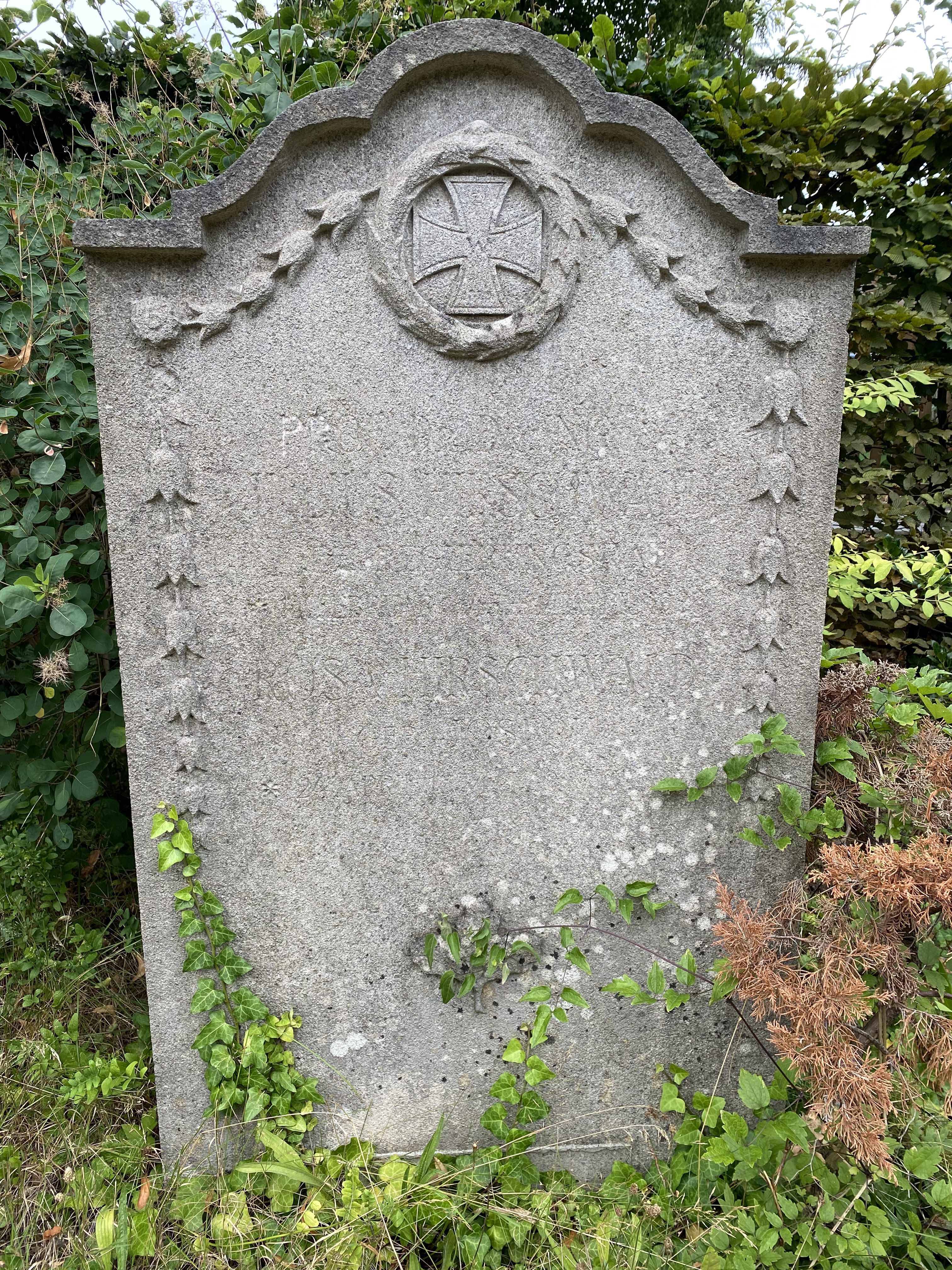
Grabstein auf dem Friedhof Zehlendorf

Hirschwald studierte Mineralogie, Geologie, Chemie und verwandte Fächer an den Universitäten von Berlin, Tübingen und Zürich. Während seines Studiums wurde er im Wintersemester 1864/65 Mitglied der Burschenschaft Germania Berlin. Seine Doktorwürde in Philosophie (Dr. phil.) erlangte er 1868 in Tübingen mit seiner Dissertation „Ueber die genetischen Axen der orthometrischen Krystallsysteme“. Bereits zwei Jahre später erfolgte seine Habilitation. Der Deutsch-Französische Krieg unterbrach seine Lehrtätigkeit. Hirschwald nahm als Obergefreiter im Garde-Feldartillerie-Regiment an dem Feldzug teil. Er wurde mit dem Eisernen Kreuz II. Klasse ausgezeichnet  und zum Sekondeleutnant befördert. 1875 erfolgte seine Ernennung zum Professor für Mineralogie und Geologie an der Gewerbeakademie Berlin.
Hirschwald gilt als einer der Mitbegründer der Technischen Hochschule Berlin und des Instituts für Mineralogie und Geologie, wo er ab 1886 auch einen Lehrstuhl innehatte. Während dieser Zeit gelang es ihm, eine der bedeutendsten mineralogischen Sammlungen aufzubauen, die er nach und nach auch auf die Bereiche der technisch verwendbaren mineralischen Rohstoffe sowie ihrer Halbfertig- und Fertigprodukte erweiterte.
Seine Forschungen galten zunächst der Kristallographie und Mineralogie. Als er 1893 Mitglied der „Kommission zur Ermittlung eines Verfahrens für die Untersuchung natürlicher Bausteine auf deren Widerstandsfähigkeit gegen Witterungserscheinungen“ wurde, dehnte er allerdings seine Forschungen auf das Gebiet der bautechnischen Gesteinskunde und Gesteinsprüfung aus und entwickelte dazu ein neues Laboratorium für technische Gesteinsprüfung, welches 1926 als wichtiger Bestandteil vom Materialprüfungsamt in Berlin-Dahlem (heute Bundesanstalt für Materialforschung und -prüfung) übernommen wurde.
Sein Grab befindet sich auf dem Friedhof Zehlendorf in Berlin. Er heiratete Rosa, geb. Joseph und bekam mit ihr zwei Töchter, nämlich Marie und Elise. Elise heiratete den Neurologen Siegfried Placzek. Die Grabstätte ist nicht erhalten, wohl aber der Grabstein, der gemeinsam mit weiteren historischen Steinen südlich der Verwaltungsgebäude an der Mauer zur Onkel-Tom-Straße steht.

## Schriften
- Ueber die genetischen Axen der orthometrischen Krystallsysteme. Dissertation, Berlin 1868 (Digitalisat)
- Handbuch der bautechnischen Gesteinsprüfung ... Borntraeger, Berlin 1912.
- Leitsätze für die praktische Beurteilung, zweckmäßige Auswahl und Bearbeitung natürlicher Bausteine. Borntraeger, Berlin 1915.
- Anleitung zur pyrochemischen Analyse für Chemiker, Mineralogen und Hüttenleute. Gebr. Borntraeger, Berlin 1920. (3. verb. Aufl. d. Systematischen Lötrohr-Analyse)

## Auszeichnungen
- 1888 – Mitglied der Deutschen Akademie der Naturforscher Leopoldina
- 1904 – „Grand Prix“ auf der Weltausstellung in Saint Louis für seine Arbeiten auf dem Gebiet der bautechnischen Gesteinskunde und Gesteinsprüfung
- 1915 – Verleihung der Ehrendoktorwürde (Dr.-Ing. E. h.) an der Technischen Universität Danzig
- 1921 – Ehrenbürger der Technischen Hochschule Berlin